# Jom-Tow Lipmann Heller

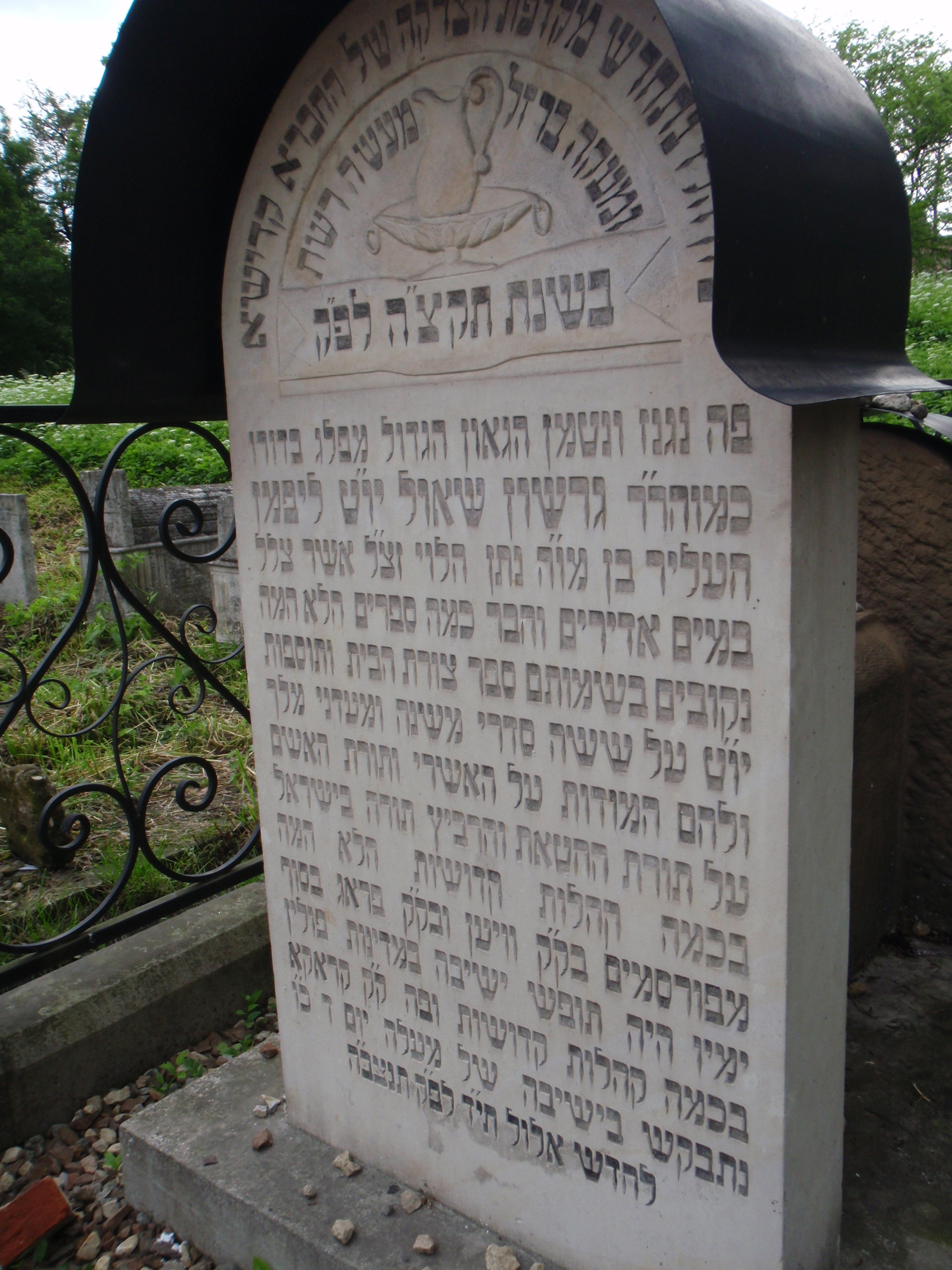
Grób Jom-Tow Lipmanna Hellera na cmentarzu Remuh w Krakowie

Jom-Tow Lipmann Heller ben Natan ha-Lewi, właściwie Gerszon Saul Heller Jom-Tow Lipmann ben Natan ha-Lewi  (ur. 1579 w Wallerstein, zm. 7 września 1654 w Krakowie) – talmudysta, rabin kolejno w Nikolsburgu (1624–1625), Wiedniu (1625–1627), Pradze (1627–1629), Niemirowie (1631–1634), Włodzimierzu (1634–1643) i wreszcie w Krakowie (1643–1654) .

## Życie
Kształcił się początkowo u swego dziadka, Moszego Wallersteina, a następnie m.in. u Jehudy Löwa z Pragi. Zgłębiał kabałę, matematykę, filozofię religii i gramatykę języka hebrajskiego.
Od 1597 roku był dajanem w Pradze. Od 1624 roku pełnił posługę rabiniczną w Nikolsburgu na Morawach, później w Wiedniu i Pradze; w tym ostatnim miejscu kierował również jesziwą.
Po tym, jak został w 1629 roku oskarżony o wypowiedzi nieprzychylne państwu i Kościołowi, zamieszczone w jego dziełach, skazano go na śmierć, jednak po 40 dniach więzienia został ułaskawiony. Objął urząd rabina w Niemirowie na Podolu, a potem we Włodzimierzu na Wołyniu. Był posłem na Sejm Czterech Ziem w Jarosławiu.
Od roku 1643  lub 1644 był rabinem w Krakowie, a później kierował także tamtejszą akademią talmudyczną (w latach 1648–1654).
Zmarł 7 września 1654 w Krakowie, pochowany został na cmentarzu Remuh przy ulicy Szerokiej.

## Twórczość
Jom-Tow Lipmann Heller jest autorem komentarzy halachicznych i kabalistycznych oraz kazań. Jego najwybitniejszym dziełem jest komentarz do Miszny zatytułowany Tosafot Jom-Tow (hebr. ‏תוספות יום־טוב‎; Praga 1614–1617, wyd. poprawione Kraków 1643) . Od tego tytułu pochodzi właśnie przydomek Hellera: „Jom-Tow”. Około roku 1645 spisał ponadto swe wspomnienia pt. Megilat ewa (hebr. ‏מגלת איבה‎, dosł. „Zwój nienawiści”; istnieje zarówno wersja hebrajska, jak i w języku jidysz) . Ogółem jest Heller autorem ponad 20 dzieł, sporządzonych po hebrajsku i w jidysz.

## Nawiązania
Postać rabina i gaona Bejnusza Aszkenazego w powieści Szatan w Goraju autorstwa Isaaca Bashevisa Singera jest częściowo wzorowana na Jom-Towie Lipmannie Hellerze .